# Siegmien Power-Staphorst
Siegmien Power-Staphorst, door bekenden ook wel Stappie of Siegje genoemd (Paramaribo, 5 oktober 1947), is een Surinaams voormalig minister, maatschappelijk werker en cultureel bestuurder. Ze was een van de twee eerste vrouwelijke ministers van Suriname en speelde een prominente rol in de vrouwenbeweging en de Afro-Surinaamse cultuur, onder meer als directeur van de Nationale Vrouwen Beweging en voorzitter van NAKS.

## Biografie

### Jeugd en studie
Siegmien Staphorst groeide op in de wijk Zorg en Hoop in Paramaribo. Haar vader had een bakkerij en haar moeder een eigen bedrijf in het maken van pom, pastei, polakbeschuit, droge koekjes en kokoskoekjes. Rond de tien tot twaalf jaar oud werkte ze al af en toe mee met haar ouders. Toen haar ouders op haar dertiende scheidden verliet haar moeder het huis. Ze moest toen meehelpen in de huishouding en nam het bedrijf van haar moeder over. Daarnaast bleef ze lessen op school volgen en kreeg ze een trofee als ijverigste leerling van de Christus Koningschool. Haar moeder wilde dat ze in Nederland studeerde en wist dit te regelen met haar broer. Hierdoor ging ze op haar vijftiende naar de Hogereburgerschool (hbs) in Nederland. Vervolgens ging ze naar de Academie voor Sociale en Culturele Arbeid in Groningen.

### Maatschappelijke betrokkenheid
Terug in Suriname werd ze bestuurslid van het Surinaamse Vrouwenfront (SVF) die streed voor gelijkwaardige rechten voor vrouwen. Ook was ze jarenlang de drijvende kracht van de Nationale Vrouwen Beweging, eerst als maatschappelijk werker en uiteindelijk tot haar pensioen als directeur. Daarnaast zat ze in het bestuur van de Organisatie van Surinaamse Vrouwen (OSV). In 1975 trouwde ze. Samen kregen ze drie kinderen en brachten nog vier andere groot.
Daarnaast raakte ze cultureel betrokken, met onder meer in 1972 een acteursrol in een toneelspel over de mythische spin Anansi in het Cultureel Centrum Suriname en als jurylid tijdens het Mr. Modocontest. Ze was toen al betrokken bij de culturele vereniging NAKS, waarvoor ze sinds circa 2010 voorzitter is. Deze functie oefent ze nog steeds uit (stand 2025). Onder haar voorzitterschap werd tot 2012 het complex van NAKS gerenoveerd en opende ze tijdens de 70e verjaardag van NAKS in 2017 het Eu-Frie documentatiecentrum voor de Afro-Surinaamse cultuur.

### Overheidsfunctionaris
Nog bij terugkeer in Suriname werd ze beleidsmedewerker voor het ministerie van Sociale Zaken en Volkshuisvesting (Sozavo). Ze had toen nog nooit beleid geschreven en evenmin met jeugdigen gewerkt. Tot haar succesvolste werk was de opzet van tien overheidscrèches die tientallen jaren erna nog steeds bestaan. Hierna werkte ze bij het ministerie voor de afdeling Onderzoek en Planning en ontwikkelde ze opbouwwerk door onder meer de bouw van buurtcentra te plannen en trainingen te organiseren voor capaciteitsversterking.
Vervolgens werkte ze voor het ministerie van Buitenlandse Zaken. Hier werkte ze aan de omzetting van verdragen, bijvoorbeeld door beurzenbeleid met Brazilië, Venezuela en Cuba vorm te geven. Ook zette ze twee opleidingen op voor juniordiplomaten. Jarenlang was ze hoofd van de unit Verenigde Naties en onderhoofd van de afdeling Internationale Organisaties.

### Kortstondig minister
Kort na de Sergeantencoup die in 1980 de militaire periode inluidde, behoorde zij tot de grote groep die zich van de Volkspartij afsplitste en de Revolutionaire Volkspartij oprichtte. Ze nam deel aan de eerste twee kabinetten: in het kabinet-Chin A Sen I (maart-augustus 1980) als onderminister voor Volkshuisvesting van het ministerie van Sozavo. Zij en onderminister Nel Stadwijk-Kappel waren hiermee de eerste vrouwelijke ministers van Suriname. Voor dit feit werden ze op 9 april 1980 door de OSV gehuldigd. Aansluitend trad ze in het kabinet-Chin A Sen II aan als minister van Sozavo. Na politieke onenigheid diende ze al in oktober 1980 haar ontslag in. Ze werd opgevolgd door Errol Alibux. De reden was voor haar dat ze geen invloed op het regeringsbeleid kon uitoefenen. Toen de Voorlichtingsdienst naar buiten bracht dat het om persoonlijke redenen zou zijn gegaan, tekende ze protest aan bij president Henk Chin A Sen. Hij wees dit verzoek echter af. Na haar aftreden duurde het tot de jaren 1990 tot er weer een vrouwelijke minister aantrad.

## Onderscheidingen
In 2004 werd ze onderscheiden met de Rotary Vocational Excellence Award binnen het thema menselijke ontwikkeling. In de Ereorde van de Palm werd ze twee maal onderscheiden: in 2013 als Commandeur en in 2022 als Grootofficier.